# Metis (satèl·lit)
Metis és el satèl·lit més intern de Júpiter. Forma part del grup d'Amaltea. Va ser descobert el 1979 per la sonda espacial Voyager 1 i va ser designat S/1979 J 3. El 1983 va ser batejat oficialment amb el nom de Metis, que va ser la primera esposa de Zeus i mare d'Atenea. També es coneix amb el nom de Júpiter XVI.
Metis es troba dins del principal anell de Júpiter, i pot ser la font del material que el compon. La seva òrbita es troba dins del radi de l'òrbita síncrona del planeta i, per tant, les forces de marea estan provocant un lent descens en la seva altura orbital. També es troba dins del límit de Roche de Júpiter per a un cos fluid però no dins del límit de Roche per a un cos rígid i, per tant, les forces de marea no són prou intenses com per a provocar la destrucció de la lluna.
Cal no confondre'l amb l'asteroide (9) Metis.